# Nils Molander
Nils "Molle" Edward Josef Molander, född 22 juni 1889 i Stockholm, död 30 januari 1974 i Oscars församling, Stockholm, var en svensk ishockeyspelare (forward). Han var en av de två första kända svenska ishockeyspelarna och spelade klubbishockey i Tyskland redan 1912. 1920 och 1924 deltog han i det svenska landslaget under OS.

## Biografi

### Bakgrund
Molander utbildade sig till tapetserare, vid NK:s möbelfabrik i Nyköping. 1908 flyttade han till Tyskland, i syfte att förvärva internationell rutin inom yrket. I Tyskland blev han bekant med tyska löparstjärnan Rickard Rau och fick tjänst i dennes sportaffär. Därefter började han spela fotboll och landhockey för den dåtida storklubben Berliner Schlittschuh-Club.

### Tysk klubbishockey (1912–)
Nils Molander upptäckte därefter att den nya sporten ishockey passade honom än bättre. Han debuterade i klubbens A-lag 24 februari 1912, i en match mot DEHG, Prag. Ett par månader tidigare hade Molanders landsman Hans Georgii gjort sin debut i laget. Detta var sju år innan ishockey som sport introducerats i Sverige.
De kommande två åren fram till första världskrigets utbrott deltog Molander i en mängd europeiska turneringar med sitt Berliner SC. Det var både klubblagsturneringar och turneringar där klubben representerade Tyskland. Vid 1914 års EM representerade han det kombinerade schweizisk-tyska laget som deltog utom tävlan. Hans position i laget var Rover, vilket närmast motsvarade en slags libero.

### Tre Kronor (1920–24)
Under kriget stannade Molander kvar i Tyskland, där han fortsatte med klubbishockeyn. Med sin långa erfarenhet var Molander en av de självskrivna i det nybildade svenska landslag som 1920 debuterade vid Olympiska spelen och där slutade på fjärde plats – iförda fotbollutrustning. Han spelade också i det Berliner SC-lag som 1921 deltog i de första tre ishockeymatcherna på svensk mark.
Molander spelade även med "Tre kronor" under EM-turneringarna 1922 (där Sverige blev tvåa) och 1923 (där Sverige vann, med Molander som lagkapten). 1924 deltog han på nytt i Sveriges OS-trupp, där man återigen hamnade på fjärde plats.
Totalt spelade Nils Molander 23 matcher i det svenska landslaget och gjorde 24 mål.

### Senare år
Molander stannade kvar i Tyskland och ägde från mitten av 1920-talet en egen sportaffär i Berlin. Han representerade Berliner SC:s förstalag fram till säsongen 1927/28 och varvade därefter ner på lägre nivå. Han fortsatte dock med serieishockey ända tills 54 års ålder och återvände inte till Sverige förrän 1945.
Sammanlagt blev Molander tysk mästare åtta gånger och österrikisk mästare tre gånger. Efter avslutad aktiv karriär fortsatte han som tränare i Berlin.

### Andra sporter
Molander var snabb på skridskorna. Han deltog 1914 vid skridsko-EM i Berlin, på distansen 500 meter. I den tävlingen ställde han upp som representant för Danmark.

## Eftermäle
Nils Molander var en pionjär inom svensk ishockey, tillsammans med Hans Georgii. Dessa två var de enda kända svenskar som spelade ishockey i Europa före första världskriget.
Molander blev den första Stora grabben i svensk ishockey, följaktligen med nummer 1. År 2012 valdes han in i det svenska Hockey Hall of Fame som nummer 21. Nils Molander är begravd på Norra begravningsplatsen utanför Stockholm.

## Meriter

### Klubbishockey (urval)
- 1912–28 – 16 säsonger för Berliner SC

1924 – guld i Spengler Cup
8 tyska mästerskap
3 österrikiska mästerskap
- 1928–29 – Königsberg

### Landslagsnivå
- 1912–14 – 12 landskamper för Tyskland

1913 – guld i Internationella Ligamästerskapet (i Sankt Moritz)
1914 – silver i Internationella Ligamästerskapet (i Chamonix)
- 1919–24 – 23 landskamper för Sverige (24 mål)

1920 – OS- och VM-fyra
1922 – EM-silver
1923 – EM-guld
1924 – OS- och VM-fyra